# حشره‌خوار فیلچه‌ای دماغه
حشره خوار فیلچه‌ای دماغه (نام علمی: Elephantulus edwardii) نام یک گونه از سرده حشره‌خوارهای فیلچه‌ای است. این گونه حشره خوار بوم زاد آفریقای جنوبی است. زیستگاهش پرتگاه های صخره‌ای می‌باشد.